# Mayte Martínez
María Teresa Martínez Jiménez, detta Mayte (Valladolid, 17 maggio 1976), è una mezzofondista spagnola, specializzata negli 800 metri piani.

## Biografia
Ai campionati del mondo di atletica leggera 2007 vinse la medaglia di bronzo negli 800 metri piani, venendo superata da Janeth Jepkosgei (medaglia d'oro) e da Hasna Benhassi, in tale occasione tenne il suo record personale.

## Palmarès
| Anno | Manifestazione  | Sede              | Evento      | Risultato | Prestazione | Note                                     |
| ---- | --------------- | ----------------- | ----------- | --------- | ----------- | ---------------------------------------- |
| 2002 | Europei         | Monaco di Baviera | 800 m piani | Argento   | 1'58"86     |                                          |
| 2003 | Mondiali indoor | Birmingham        | 800 m piani | Bronzo    | 1'59"53     |                                          |
| 2005 | Europei indoor  | Madrid            | 800 m piani | Argento   | 2'00"52     |                                          |
| 2007 | Mondiali        | Osaka             | 800 m piani | Bronzo    | 1'57"62     | Miglior prestazione personale            |
| 2008 | Mondiali indoor | Valencia          | 800 m piani | 4ª        | 2'03"15     |                                          |
| 2009 | Mondiali        | Berlino           | 800 m piani | 7ª        | 1'58"81     | Miglior prestazione personale stagionale |
| 2010 | Europei         | Barcellona        | 800 m piani | 6ª        | 1'59"97     |                                          |